# Zoroastrisme
 (avril 2024).
Motif : A réécrire pour décrire l'état actuel de la recherche qui a énormément fait bouger les connaissances depuis la fin du XXe siècle
Le zoroastrisme ou mazdéisme, est une religion centrée sur la vénération du dieu Ahura Mazda et l’enseignement attribué au prophète Zoroastre et qui mêle des éléments de polythéisme, d'hénothéisme, de dualisme et de monothéisme, bien qu'aucun de ces termes ne soit pleinement descriptif de la religion ou de son évolution.
Apparu dans la steppe eurasienne ou dans le nord-est du monde iranien dans la seconde moitié du IIe millénaire av. J.-C, le zoroastrisme semble constituer une forme du mazdéisme, avec lequel il se confond, et se construit autour de la lutte entre le dieu démiurge Ahura Mazda et l'esprit du mal Ahriman. Ahura Mazda, bien qu'entouré d'un certain nombre d'entités, est seul responsable de l'ordonnancement du chaos initial, le créateur du ciel et de la Terre. Chaque être humain est doté d'une âme éternelle et de libre arbitre. Des zoroastriens croient aussi en la figure messianique du Saoshyant, futur sauveur du monde, qui rendra le monde parfait et immortel, et que le mal le Druj disparaîtront ainsi lors de la grande « Rénovation ».
Les textes religieux du zoroastrisme sont contenus dans l'Avesta, un recueil liturgique qui comporte deux parties : les Gathas, poèmes attribués à Zoroastre, et les Yasna (en) qui constituent les textes liturgiques en tant que tels. Les zoroastriens honorent le feu comme un symbole du divin et l'entretiennent dans des temples du feu. Les fidèles doivent avoir « de bonnes pensées, de bonnes paroles et faire de bonnes actions ».
Le zoroastrisme est la religion officielle de l'Empire sassanide jusqu'au VIIe siècle, avant l'arrivée de l'islam et des persécutions qui en découlent, poussant les zoroastriens qui refusent de se convertir dans le Gujarat, en Inde, où ils forment la communauté Parsi et y élèvent des temples, tout en s'engageant à ne pas faire de prosélytisme.
Des éléments du culte ont toutefois réussi à se maintenir dans le patrimoine culturel iranien, afghan et d'Asie centrale, qui accorde beaucoup d'importance aux fêtes zoroastriennes, en particulier celle de Norouz, le nouvel an zoroastrien, célébré le 21 mars. En 2013, on estimait le nombre des pratiquants du zoroastrisme à environ 125 000, la plupart vivant en Iran et en Inde.

## Étymologie
Le nom « zoroastrisme » vient du mot « Zoroastre », Zarathushtra ou Zarathoustra (en persan زرتشت, Zaraϑuštra en avestique, Ζωροάστρης en grec ancien), « prophète », fondateur du zoroastrisme.

## Datation
En l'absence de vestiges archéologiques, les paramètres culturels et linguistiques tendent à suggérer une apparition du zoroastrisme ou plutôt d'une première « communauté des Gathas » dans la steppe eurasienne ou dans le nord-est du monde iranien à l'Âge du bronze dans la seconde moitié du IIe millénaire av. J.-C..

## Principes et textes du zoroastrisme
Au début, la doctrine de Zoroastre s'est transmise oralement. L'ensemble des textes sacrés que constitue l'Avesta a été mis par écrit après l'adoption de l'écriture en Perse. Mais, du texte initial, seul le quart est arrivé jusqu'à nous : les manuscrits ont été perdus ou détruits une première fois pendant l'invasion d'Alexandre le Grand au IVe siècle av. J.-C. et une seconde fois pendant l'invasion arabe au VIIe siècle. Malgré tout, l'équivalent d'un millier de pages sont parvenues jusqu'à notre époque. De celles-ci dix-sept Gathas ou « hymnes sacrés » sont attribués à Zoroastre lui-même, et témoignent de sa personnalité. Ils sont rédigés dans la langue la plus ancienne et la plus difficile à interpréter.

### Les principes
Zoroastre, prophète d'Ahura-Mazda engendre le livre saint Avesta portant notamment sur cette révélation et sur des principes et luttes divines.
Ayant reçu la révélation, il n'a jamais prétendu être un prophète, il s'est contenté de donner des directions de recherche spirituelle. Les zoroastriens considèrent que leur dieu n'a besoin ni d'adoration, ni d'intermédiaires.
Son enseignement repose sur l'opposition entre l'esprit du bien, Spenta Mainyu, et l'esprit du Mal, Angra Mainyu (ou Ahriman). L'homme, par la pureté de sa vie, de ses pensées, de ses paroles et de ses actes, doit se détourner des puissances du Mal et mériter ainsi le bonheur après la mort.
Dans la doctrine de Zoroastre, chaque personne répond de ses actes en vertu de la nature de son « Fravahr », l'équivalent du karma hindouiste. La doctrine se résume en une maxime : Humata, Hukhta, Huvarshta (« bonne pensée, bonne parole, bonne action »). « Au lieu d'exalter le sentiment de culpabilité, le martyre et l'ascétisme, il est recommandé de travailler fort, de gagner de l'argent, de jouir de la vie et de donner généreusement ».
Le daênâ désigne « la somme des attributs et de l'individualité d'un humain, sa vision, son moi intérieur, sa conscience, la religion. » Les écrits avestiques, tels que le Vendidad, dépeignent Daênâ comme une divinité féminine, qui conduit les âmes bonnes et pures à La Maison des Chants, le paradis zoroastrien, tandis que les méchants sont traînés vers La Maison du Mensonge, un lieu de punition.
Zoroastre a condamné les rites et les sacrifices traditionnels offerts aux dieux par les Perses, mais il a gardé la tradition du culte du feu. Pour lui, toute l'évolution du monde est basée sur « l'action » et « la réaction », donc la réponse à toute attitude charitable lui paraît être une « bonne action ». Si en société, les gens s'adonnent à la bonté ils ne récolteront que la bonté et s'ils se livrent à la méchanceté, ils seront envahis par le mal.
Selon Zoroastre, la « bonté » est quelque chose comme une lumière qui vient du fond de soi, et cette bonté est inhérente à l'homme. Il y a en tout homme deux tendances : l'une qui le porte au bien, l'autre qui le porte au mal ; ce que propose Zoroastre, c'est de toujours choisir le côté du bien, et cela se fait par une constante dialectique. Il est bien dit que c'est l'homme qui choisit, sans obligation, et que celui qui remplit sa responsabilité pleine et entière envers les autres est un Saoshyant ; mais aussi que le monde ne comporte qu'une voie, celle de la « droiture ».
Zoroastre nomme son dieu Ahura Mazda, force créatrice du monde et des quatre éléments, l'eau, la terre, le feu et l'air, éléments que les zoroastriens vénèrent et respectent au plus haut point puisque venant du dieu. Celui-ci a créé l'homme en lui donnant son libre arbitre afin qu'il puisse toujours choisir entre le bien et le mal. Tout homme est l'ouvrier du dieu pour faire évoluer le monde.
Les zoroastriens admettent une vie après la mort et un jugement des âmes, chaque être humain étant jugé selon ses mérites. Le faravahar est un des symboles de la doctrine de Zoroastre : c'est l'esprit de l'homme préexistant à sa naissance et qui perdurera après sa mort et il ne peut se substituer à ce Dieu. Si les bonnes actions l'emportent sur les mauvaises, l'âme va dans la Maison des Chants par un pont au-delà duquel l'attend le Seigneur de la Lumière. Dans le cas contraire, il s'agit d'un voyage jusqu'à la Maison du Druj. La Maison des Chants (le Paradis) est éternelle, mais pas la Maison du Druj (l'Enfer) dont la durée est limitée (Gathas, Yasna 30:11). Ainsi, comme le dit le Yasna 30:11, après le temps effectué dans la Maison du Druj (qui n'est pas précisé), tous les êtres « punis » vont au Paradis.
Un autre thème important du zoroastrisme est donc la promesse d'une vie éternelle après la mort, où les âmes seront départagées lors de la traversée du « pont de Chinvat », et finissent soit dans la Maison du Druj soit dans la Maison des Chants. La notion de résurrection existe, celle-ci survient à la fin des temps avec l'avènement du « Saoshyant » qui rétablira la justice par une régénération du monde.
Les interprétations concernant le Saoshyant sont nombreuses, nombre de spécialistes suggèrent que n'importe quel homme ou femme, de qualité excellente, apportant un très grand bien à la Terre, peut être qualifié de Saoshyant, alors que d'autres, notamment des traditionalistes (par exemple Parsis), affirment que les Saoshyants sont choisis expressément par Ahura Mazda pour raviver son culte avant la Conversion finale. L'humanité se convertirait au zoroastrisme par décret divin, interprétation principalement issue de la communauté parsi.
En Corée, la légende de la princesse Bari reprend quelques valeurs clés du zoroastrisme dans ce récit chamanique avant même l'arrivée du bouddhisme et du confucianisme.

### Eschatologie
Au plan des croyances eschatologiques, il existe dans le chi'isme imâmite duodécimain iranien des similitudes parfois assez grandes avec l'adhésion zoroastrienne, pour l'arrivée du dernier messie, le 'Soshyâns' Zoroastrien. Dans le livre intitulé Zand-i Vohuman Yasht Mazdéen, il y a une notion de fin des temps, du moins une notion cyclique des temps chez les mazdéens, qui est soit de 3 000 ans ou 30 milliards d'années d'un côté et un peu plus loin, soit de 1 200 ans ou de 12 milliards années, correspondant aux temps du monde ou de l'univers. À la fin des temps ou 'Soshyâns' (ou Soshanst), le dernier Sauveur viendra diriger l'humanité, ce qui s'appelle le jour de la résurrection (Râstakhiz en persan). L'armée des archanges chevaliers de 99 999 membres, attend ce jour grâce à leurs germes enfouis au fond du lac réel (et mystique aux yeux des zoroastriens), 'Hâmoun Lays' Lac Hamun, à l'extrême Est de l'Iran actuel, où les âmes des défunts traverseraient le monde (par Firouz Yahyavi).

### L'Avesta

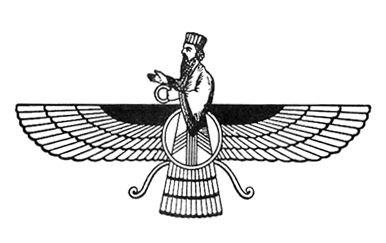
Oiseau Vareghna représentant la Xvarnah, la gloire royale, le culte d'Ahura Mazdā est aniconique.

#### Les Gāthās
La partie la plus ancienne de l'Avesta, le texte sacré des zoroastriens, est constituée d'hymnes, les Gāthās, censés avoir été composés par Zoroastre lui-même. Il y apparaît nettement comme un prêtre. Ahura Mazdā lui aurait donné la mission de rénover l'ancienne religion, s'affirmant comme le seul dieu du Bien, incarnation de la lumière, de la vie et de la vérité. Zoroastre condamne le culte du haoma (étant entre autres, le culte de sacrifice du Taureau qui est l'animal le plus sacré reconnu par Zoroastre), ainsi que la pratique des sacrifices sanglants, Ahura Mazdā étant immortel par lui-même. Le Feu reste d'origine divine mais n'est plus un dieu. Symbole concret de la Lumière, on le vénérera désormais en tant qu'aspect éminent d'Ahura Mazdā.
Un combat cosmique entre Aša, la « Vérité » (pehlevi : Ahlāyīh) et Druj, le « Mensonge » (pehlevi : Druz) est présenté comme base de toute existence.
Zoroastre décrit Ahura Mazdā en une série de questions rhétoriques : « Qui établit la course du Soleil et des étoiles ? », « Qui nourrit et abreuve les plantes ? », « Qui créa l'ombre et la lumière ? », « À travers qui existent l'aurore, le crépuscule et la nuit ? » (Yasna 44, 4-6).
D'autres immortels de premier plan sont Geush Urvan, défenseur des animaux et Sraōša (pehlevi : Srōš) « Obéissance ».
Les Gāthās parlent des relations entre Ahura Mazdā et six catégories divines appelées les Amesha Spenta, Immortels bénéfiques. Ce sont :
- Vohu Manō : Bonne Pensée (Vohu Manu ; pehlevi : Wahman), « bonne âme » : le principe du « bon » ;
- Asha Vahishta : Meilleure Rectitude (Ašəm, après Ašəm Vahištəm ; pehlevi : Ardwahišt) : « droit », vérité et incarnation de ce qui est « vrai », « bon » et « juste », la loi et les règles) ;
- Xshathra Varya : Empire désirable (Xšaθra- Vairya- ; pehlevi : Šahrewar) : « meilleure règle », le pouvoir et le royaume d'Ahura Mazdā, gardien des métaux) ;
- Spenta Armaiti : Bénéfique Pensée parfaite (Spɚnta- Ārmatay- ; pehlevi : Spandarmad) : « pensée sacrée » : l'immortelle incarnation de la Terre) ;
- Haurvatāt : Intégrité (Haurvatat : « perfection ») ;
- Ameretāt : Non-Mort (Amərətatāt (; pehlevi : Amurdād) : « immortalité », le gardien de la nourriture et des plantes.

Ces Immortels ne sont pas dissociables les uns des autres dans les Gāthās et ne sont pas personnifiés ; on peut les considérer presque comme des concepts philosophiques. Il ne s'agit pas de polythéisme.
Très proche de Vohu Manō, se trouve Spenta Mainyu, l'Esprit bénéfique, lequel est opposé à Angra Mainyu, l'Esprit mauvais, incarnation des ténèbres et de la mort. Bien qu'ennemis, ces deux Esprits sont jumeaux. À l'époque des Sassanides, Spenta Mainyu sera identifié à Ahura Mazdā. Angra Mainyu est aidé par des démons, les daēva. Leur nom provient de l'ancienne dénomination indo-européenne des dieux, prononcée deva en sanskrit et avestique, qui a acquis un sens négatif dans la totalité du monde iranien (en faisant référence à la force du mal gouvernée par Angra Mainyu, avec une double face qui est le symbole du mensonge, contrairement au monde indien qui a gardé son sens positif), donc à une époque assez reculée. N'ayant plus de mots pour désigner les (bons) dieux, les Iraniens ont dû en inventer un autre, qui a été yazata(« digne d'être adoré »). Les six Amesha Spenta sont qualifiés de yazata.

#### LesYasht
Les autres parties de l'Avesta sont clairement postérieures aux Gāthās. C'est en particulier le cas d'hymnes où l'on voit resurgir tout un panthéon que Zarathoustra avait voulu éliminer. Ils sont la plus importante source d'information sur la mythologie iranienne ; ainsi l'un d'entre eux est consacré à la glorification de Mithra. Que s'est-il donc passé ? La tentation de Zarathoustra d'imposer une forme d'hénothéisme a-t-elle échoué ? Selon beaucoup d'experts zoroastriens, ce livre a été influencé par les pensées polythéistes et mithraistes prézoroastriennes. Il semble que Zarathoustra ait tenté de rabaisser toutes ces divinités au rang d'anges et de faire d'Ahura Mazdā leur chef et le Dieu unique.
Le pays où Zarathoustra aurait prêché est appelé par l'Avesta airyānem vaējō «le domaine des Aryens». Ce n'est pas très riche en renseignements, car Airya possède une vaste signification : c'est l'auto-ethnonyme de tous les Iraniens. Les spécialistes s'accordent à situer ce pays plus précisément dans le Turkestan occidental. Les Gāthās ont sûrement été composés à une époque pré-achéménides, donc avant le VIe siècle av. J.-C. Ils dépeignent une société rurale d'éleveurs et de cultivateurs sédentaires conservant un système de relations claniques et tribales. On y trouve une protestation contre l'apparition d'une élite dominante. L'Avesta connaît le bronze, mais pas le fer. Il convient de remarquer que la langue des Gāthās est si proche de celle du Rig-Véda que leurs locuteurs pouvaient sans doute se comprendre.
D'après une école de spécialistes, il n'y a pas de différence fondamentale entre le Rig-Véda et les Gāthās, le culte d'Ahura Mazdā étant le résultat d'une lente évolution. Cela permettrait de nier l'existence de Zarathoustra. À ce sujet, Bernard Sergent a cherché à démontrer que les épisodes de sa vie, tels qu'ils sont racontés dans les textes iraniens, sont mythiques : ce personnage ne serait, selon lui, rien d'autre que le «modèle» du prêtre indo-européen, modèle d'une telle ancienneté qu'on le retrouve chez les Celtes, en la personne de Merlin (l'enchanteur) (« Merlin et Zarathoustra », Bruxelles, Ollodagos, Actes de la société belge d'études celtiques, vol. XIX, 2005, p. 7–50). Dans ce cas, le terme de « mazdéisme » devrait être préféré à celui de « zoroastrisme ».
Mais en quoi une même réalité exprimée par les Rig-Véda et par les Gāthās pourrait-elle nier l'existence d'un homme ? Et en quoi l'existence d'un homme ne pourrait-elle pas se révéler également symbolique et si importante qu'elle soit prise comme modèle ?

#### Autres textes canoniques
- Vendidad
- Khordeh Avesta (en) (Petite Avesta)
- Yasna (en), collection des textes récités lors de l'ancienne cérémonie Yasna.
- Visperad (en), forme élargie de Yasna.
- Chihrdad (en), résumé d'un nask perdu, concernant l'histoire de l'humanité.

### Les autres textes secondaires du zoroastrisme
Il existe également divers livres religieux théologiques importants, qui nous sont parvenus, et qui viennent juste après l’Avesta, en second rang (non pas textes sacrés, mais textes d'étude), la plupart rédigés en langue pahlavi, datant de la période sassanide (et parfois en persan comme le fameux Zartosht Nâmé (La lettre Zoroastrienne de Bahrâm Pajdoû, plus tardif, vers 1300 de notre ère, sous la dynastie ilkhanide (mongole)). Ces ouvrages (une douzaine actuellement) sont considérés comme des sources secondaires du zoroastrisme, mais qui font partie entièrement du corpus théologique, et s'intégrent dans ce qu'on pourrait appeler "le canon" du zoroastrisme. En théorie, ils s'imposent à tous les croyants zoroastriens.
À l'intérieur de ce corpus :
- Denkard[15] (Acte de la Religion), est une encyclopédie, du neuvième siècle, de la religion et de la doctrine zoroastriennes, vaste recueil du neuvième siècle de la sagesse mazdéenne, ensemble de textes et de commentaires approfondis à portée universelle. L'un des auteurs pourrait être Aturpât-i Êmêtân. Le second auteur serait un dénommé Adarbad Mâhrspend ou Azârbad Mâhrspendân[16], un des plus grands prêtres zoroastriens de la période sassanide, et qui aurait vécu durant le règne du roi Chapour II, vers 350 de l'ère chrétienne et aurait participé activement à la rédaction du Livre VI du Denkard. Du Denkard, il reste seulement sept volumes sur les neuf volumes d'origine, les deux premiers ayant disparu.
- Khordeh Avesta[17] , du même Mobâd-prêtre, résumé, ou synthèse de l'Avesta pour les croyants et leurs prières quotidiennes (selon Ahmad Tafazzoli et Jaleh Amouzegâr[18] ("L'Histoire de la littérature iranienne avant l'Islam" 4e édition l'an 1383 Iranien 1997 , Téhéran - Iran 458 pages, code (OCLC 229958537)). On trouve le Khordeh Avesta ici en ligne en anglais dans la dernière édition de 2013 de Bombay (la 1re traduction date de 1883 en Inde)[19]. De plus amples explications se trouvent ici[20] dans la collection "Iranica" également.
- Bundahishn (Première Création), dialogue sur la création du monde et sur la cosmologie.
- Menog-i Xrad (Esprit de Sagesse), qui instruit le croyant sur l’esprit de la sagesse, de l’ enfer et de l'âme humaine.
- Jamasp Namag (en) ou Ayadgar-î-Jamaspig, texte eschatologique zoroastrien important, visant à l’enseignement des lecteurs laïques.
- Zand-i Vohuman Yasht, qui présente l’apocalypse zoroastrien, la fin des temps et/ou de l’univers, et du « Grand » Iran, Airan-Vej (traduit en persan moderne notamment par Sadegh Hedayât).
- Livre d'Arda Viraf (en), récit qui s'étend sur le royaume spirituel du paradis et de l’enfer.
- Shayest Na-Shayest (Correct et Inapproprié), compilation de diverses lois et coutumes concernant la faute, le péché et l'impureté, et mémorandum des cérémonies et autres questions religieuses.
- Ab-Zohr (en) ;
- Dadestan-i Denig ;
- Dana-i Menog Khrat ;
- Frahang-i Pahlavig ;
- Frahang-i Oim-evak ;
- Letter of Tansar ;
- Qissa-i Sanjan (en) ;
- Shikand-gumanig Vizar.

En outre il existe deux courts textes épiques de l'ancien Iran :
- Kârnâmag-î-Ardashîr-î-Babagân (en) (Le Livre des actes d'Ardashir, fils de Papakt)[21], qui présente les aventures épiques d'Ardashir, fondateur de la dynastie sassanide ;
- Ayadgar-i Zariran (en) (Mémorial de Zarer, en dialecte parthe), également à caractère homérique, autre épopée religieuse zoroastrienne.

Enfin Zâdsprm, rédigé vers le IXe siècle de notre ère, livre théologique classique sur Ahriman et Ahura Mazda, et sur la vie de Zoroastre.
Pour plus de précisions sur chacun de ces ouvrages, il convient de se référer au site avesta.org, dans la partie intitulée Le Moyen Persan - Pahlavi, où de très grandes parties de ces livres sont traduites en anglais, avec possible consultation en ligne. De façon générale, sur la littérature iranienne avant l'Islam, à part Ahmad Tafazzoli cité ci-dessus, voir également "Encyclopædia Iranica", le N° de 16 octobre 2012, où on peut lire un résumé de tout ce qui est en rapport avec la littérature religieuse zoroastrienne mais aussi la littérature non religieuse de l'Iran avant l'Islam.

## Rites
Chez les zoroastriens les rites sont assez légers, même s'ils ne sont pas mentionnés dans les Gāthās et ne sont pas obligatoires : prier cinq fois par jour pour se rappeler que la droiture est une bonne chose, que le bien est une bonne chose ; faire une fête une fois par mois, plus consacrer cinq jours à la préparation du nouvel an. En se purifiant, prendre le repas avec nappe, nourriture, pains et fleurs.
La naissance d'un Parsi n'est pas vraiment accompagnée de rites religieux. Durant son premier anniversaire, il peut effectuer sa Présentation au Temple, où le prêtre le marque au front avec de la cendre du Feu sacré et récite des bénédictions. Ce n'est pas une cérémonie obligatoire, tout au contraire du naojote, qui doit être effectué au maximum à l'âge de 15 ans, tant pour les garçons que pour les filles. C'est l'initiation, qui marque l'arrivée du Parsi à l'âge adulte. Lors de son entrée officielle dans la communauté (navjote), le jeune Parsi reçoit une tunique blanche, le sudreh, nouée à la taille par un cordon de laine, le kūsti, qu'il doit toujours porter pour entrer dans un temple du feu. Un Parsi pieux ne devrait jamais rester sans tunique, et lorsqu'il faut la changer, il devrait réciter des prières appropriées. Sans cette initiation, son âme resterait dans un état en quelque sorte virtuel et il vivrait comme un paria.
Chez les Parsis, le mariage est obligatoire et la stérilité est conçue comme une malédiction. Certains rites remontent au plus lointain passé indo-européen, comme le bain de la mariée. Les Parsis ne se marient qu'entre eux (endogamie) et une femme qui épouse un non-parsi est automatiquement rejetée de la communauté. Il est courant qu'un frère épouse sa sœur, ainsi que le décrit Montesquieu dans Aphéridon et Astarté. Ce n'est pas une coutume nouvelle : dans la Perse sassanide, il était interdit d'épouser un non-zoroastrien. Bien plus, le contact avec des « infidèles » est source de souillures. Si l'on a mangé de la nourriture préparée par un non-zoroastrien ou si l'on a effectué un voyage, il est nécessaire de procéder à des rites de purification.

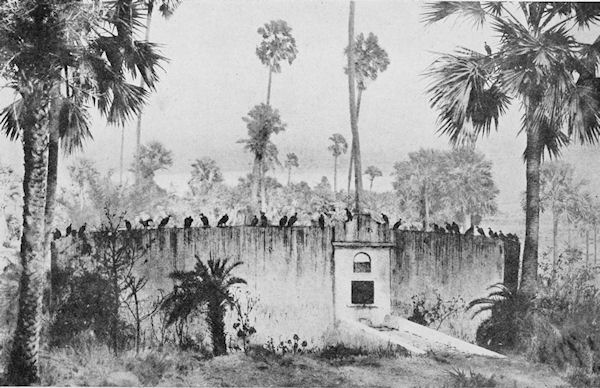
Tour du silence à Bombay

La vie étant conçue comme un don d'Ahura Mazdā, la mort ne peut être considérée qu'avec horreur. On pense que la décomposition du corps est l'œuvre d'un démon. Les Nasālāsar, Parsis formant une sorte de caste, sont chargés d'emmener les morts dans des tours du silence, appelées dakhmā par les Parsis. L'âme du mort reste trois jours dans la tour. Le quatrième jour, elle la quitte, mais elle doit alors franchir un pont. À ce stade, se produit une manière de jugement : l'âme du juste franchit le pont et accède à la Maison des Chants, tandis que celle du méchant tombe dans la "Maison du Druj". Cependant, toutes les âmes jouiront de l'instauration d'un paradis terrestre consécutive à la victoire d'Ahura Mazdā sur l'Esprit du Mal. Il s'agit d'une résurrection différant de celle des chrétiens. La Maison du Druj des zoroastriens est donc plutôt un purgatoire où l'on attend sa résurrection.

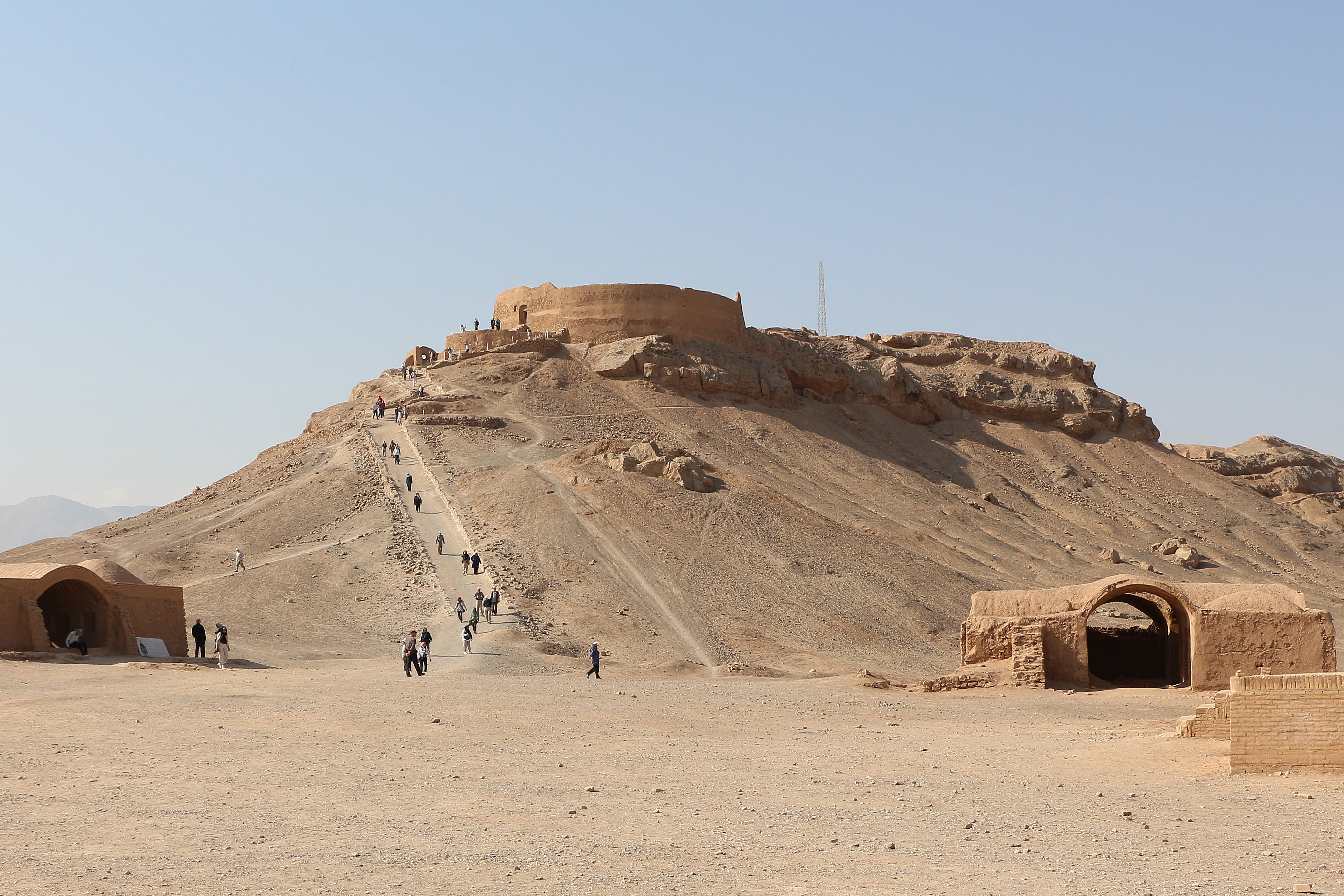
Tour du silence à Yazd

La pratique du décharnement ou inhumation céleste du corps remonte à un lointain passé, dont témoignait déjà Hérodote et encore en usage récemment. Les cadavres des défunts sont placés au sommet d'une tour de pierre en forme d'amphithéâtre — dakhma ou Tour du silence — pouvant contenir jusqu'à 250 cadavres, pour qu'ils soient dévorés par des vautours, protégeant ainsi la terre de toute souillure. Lorsque les os sont complètement nettoyés, ils sont poussés dans la fosse au centre de la tour. Cette pratique a dû être abandonnée avec la disparition des vautours empoisonnés par le diclofénac donné au bétail,. Ce rite funéraire se retrouve dans les hauts villages du Tibet. On le trouve également en Inde où des tours du silence sont encore utilisées, notamment à Bombay. Par contre en Iran, leur utilisation a été interdite par Reza Pahlavi dans les années 1930. On peut cependant en voir des ruines à Yazd.

## Le zoroastrisme et la société
Dans la doctrine de Zoroastre, toute personne doit répondre de ses actes par la bonne pensée, or la bonne pensée est directement liée à la culture, les adeptes de cette doctrine ne doivent donc pas mettre en œuvre une parole quelconque de Zoroastre qui ne correspondrait pas à la science moderne. Les préceptes de Zoroastre sur la morale collective et les liens qui attachent les hommes restent encore aujourd'hui d'actualité, alors que la plupart des religions ne leur ont pas accordé d'importance. Par exemple :
- l'égalité des hommes et des femmes a été soulignée à maintes reprises dans les Gāthās et réalisée dans l'histoire de la Perse antique par l'avènement au pouvoir de femmes telles que Pourandokht. Des femmes prêtres ont récemment été ordonnées en Iran ;
- préserver la pureté de l'eau, de la terre, de l'air et du feu est un autre précepte des adeptes de cette religion. Cependant, comme l'air, l'eau et la terre sont les éléments divins qui existent sans le concours de l'être humain alors que le feu est l'élément divin qui a besoin du concours de l'homme pour être entretenu, pour continuer d'exister, les Zoroastriens vénèrent particulièrement le feu sacré car il exprime mieux que tout le véhicule de communication entre Ahura Mazda et les hommes ;
- l'esclavage et la soumission de l'être humain sont complètement rejetés dans la doctrine de Zoroastre ;
- cette doctrine met l'accent sur l'importance de la récolte et rejette toute idée de paresse, de vie au crochet d'autrui, de vol du bien d'autrui. Chacun doit vivre de ses efforts et pouvoir bénéficier de sa propre récolte ;
- l'idolâtrie, l'adoration de la pierre ou de tout autre lieu construit, sont prohibées dans la pensée de Zoroastre. La maison de Dieu n'est pas celle construite par l'homme, mais le cœur et l'esprit de ce dernier, ce qui rappelle l'idée chrétienne du corps comme temple de l'esprit ;
- aucune oppression ne peut être admise à l'égard des hommes, et si nécessaire, il faut se soulever pour l'éliminer ;
- aucun mal ne doit être commis à l'égard des animaux et leur sacrifice doit être considéré comme un crime des hommes à leur égard :

« Jeune homme, il [Zarathoustra] décida de devenir prêtre (zoatar), mais il s'opposa vite à l'antique culte iranien de Mithra, caractérisé par de cruels sacrifices [de taureaux].(…) Il combattit les sacrifices animaux, du fait de sa conviction qu'eux aussi possédaient une âme. »

— Encyclopédie des religions, Gerhard J. Bellinger.
Dans le calendrier zoroastrien, chaque mois était divisé en deux périodes de sept jours et deux périodes de huit jours, donc en trente jours qui portaient tous des noms de divinités. Ces quatre périodes commençaient respectivement par les jours d'Ohrmazd, d'Ādhur (le Feu), de Mihr (Mithra) et de Dēn, la religion mazdéenne personnifiée (Dēn mazdayasn, aussi appelée Bēdukht « fille de Dieu »). On voit que l'hénothéisme de Zarathoushtra n'était pas plus vivant dans la Perse sassanide qu'aux époques antérieures, et cela d'autant plus que les rois des rois, c'est-à-dire les empereurs, continuaient à vénérer Mithra. Cependant, six jours de la première période portaient les noms des Amesha Spenta. Elle s'achevait par le jour Dadhv « le Créateur » (Ohrmazd), qui clôturait également les deux périodes suivantes.
Le principe de ce découpage est décrit dans le chapitre III du Bundahishn la Création Originelle, ouvrage probablement compilé à la fin de la dynastie des Sassanides (au VIIe siècle). C'est un traité qui parle de cosmologie, d'astronomie et d'eschatologie, et qui donne également des listes de rivières, de montagnes et de plantes.
Les douze mois portaient également des noms de divinités. On y reconnaît les noms des Amesha Spenta :
1. Fravardīn (les fravarshi) ;
2. Urdvahisht (Asha Vahishta) ;
3. Khvardādh (Haurvatāt) ;
4. Tīr (Tishtrya, le dieu des Pluies) ;
5. Amurdādh (Ameretāt) ;
6. Shahrēvar (Xshathra Vairya) ;
7. Mihr ;
8. Ābhān (« les eaux », Anāhitā) ;
9. Ādhur ;
10. Dadhv ;
11. Vahman (Vohu Manō) ;
12. Spandarmadh (Spenta Armaiti).

Les fravarshi étaient les esprits tutélaires des morts, la partie protectrice de leur âme, qui revenaient durant les cinq derniers jours de l'année. C'était alors la fête de Fravardīghān, aussi appelée Hamaspathmaēdaya. Il s'agissait de cinq jours supplémentaires, nommés d'après les noms des cinq Gāthās, qui s'ajoutaient aux douze mois de trente jours. Cette fête, au caractère carnavalesque, était suivie par le Naurūz (ou Nowrouz), le Nouvel An, le 1er Fravardīn. Malgré la conversion des Perses à l'islam et l'adoption du calendrier musulman, le Naurūz est toujours resté vivant. Il est célébré à l'équinoxe du printemps. Une autre grande fête était celle de Mihr, Mihrgān, au jour de Mihr (le 16e) du mois de Mihr. Elle avait lieu à l'automne et coïncidait avec le début de l'année avant l'époque des Sassanides. On peut également mentionner six fêtes de cinq jours réparties sur toute l'année, le Hamaspathmaēdaya étant la dernière. On les appelait les Gāhanbār (phases de création).
Tout temple, quel que soit le dieu (ou les dieux) auxquels il était consacré, comprenait un autel du feu. Celui-ci était placé dans une pièce sombre, afin que le feu sacré ne fût pas touché par les rayons du soleil. Les prêtres l'entretenaient selon un rituel extrêmement strict. Trois temples jouaient un rôle majeur : celui du Feu de Farnbagh, qui se serait trouvé dans la ville de Kāriyān (région du Fars), celui du Feu de Gushnasp, à Gandja dans l'actuel Azerbaïdjan, et celui du Feu de Burzēn-Mihr, au nord-ouest de Nishapur. Ces feux étaient respectivement celui des prêtres, celui des rois et celui des agriculteurs. Ils correspondent aux trois fonctions reconnues par Dumézil chez tous les peuples indo-européens : la fonction cléricale, la fonction guerrière (à laquelle se rattachaient les rois) et la fonction de production. Ainsi, l'Avesta récent reconnaît trois états, celui des prêtres, celui des guerriers et celui des agriculteurs. Quand un empereur montait sur le trône, il effectuait une visite solennelle au Feu de Gushnasp. Il lui demandait également son aide pour vaincre ses ennemis.

## Histoire du zoroastrisme
Le zoroastrisme, une des premières religions monothéistes, est institué par révélation dans des livres enseignant que Dieu, Ahura Mazda, est à l'origine de l'univers et créateur de l'ordre survenant du rien initial, créateur des mondes.
Zoroastre prêchait la morale, c'est-à-dire un ensemble de jugements et de règles légitimes reposant sur le dualisme primordial opposant le Bien et le Mal, transcendance immatérielle provenant de Dieu créateur. Selon le principe zoroastrien, il y a depuis les origines un esprit saint (Spenta Mainyu) — ou esprit de Dieu — ainsi qu'un esprit mauvais (Ahriman (Angra Mainyu)) incréé au fondement de toute volonté. Ces deux esprits sont présents en chaque être doué d'une âme. Il est conseillé de se soumettre devant le feu comme symbole divin et de respecter la Nature. Selon Zoroastre, le pire péché de l'Homme est le mensonge.

### La religion prézoroastrienne
La religion de la période prézoroastrienne d'Iran et la religion védique portent les caractères généraux de la religion indo-européenne, religion polythéiste, qui unit le naturel au politique par le symbolisme cosmique. Il existe des dieux *deywos « ceux du ciel diurne » auxquels s'opposent des démons, habitants du ciel nocturne.
Cette religion a une divinité commune appelée Mitra par les Indiens et Mithra par les Iraniens (où th est prononcé comme en anglais), qui est, entre autres, une divinité solaire. Les travaux de Georges Dumézil ont montré que les dieux Mitra et Varuna (Contrat et Serment) forment un couple dans le panthéon indo-iranien. Ils sont les représentants de la fonction souveraine et à Mitra-Contrat revient la souveraineté juridique, Varuna disposant de la souveraineté magique. Tous deux ont pour fonction de veiller sur la vérité et sur le cours du monde.
Le terme ahura est étroitement apparenté à l'indien asura. Dans le Rig-Véda, le mot asura représente une catégorie d'êtres, dieux ou démons, dont le premier est Varuna.
Dans l'actuel Turkménistan méridional (ancienne Margiane), l'archéologue russe Viktor Sarianidi a fouillé les ruines d'un bâtiment dit de « Togolok-21 ». Il s'agissait d'un temple où l'on pratiquait le culte du feu et où l'on préparait le haoma. Ce bâtiment faisait partie d'une culture, dite bactro-margienne, datée de 2200 av. J.-C. à 1700 av. J.-C., qui s'étendait à l'est jusqu'à la Bactriane, le long du cours de l'Oxus. Sur tout le territoire de cette culture, on a trouvé des amulettes avec des représentations de lutte entre des serpents et des dragons ayant une attitude nettement agressive, avec des yeux énormes et une gueule grande ouverte. C'était une représentation primitive de la lutte entre la lumière et les ténèbres, entre la vie et la mort, qui caractérisait la religion indo-iranienne[réf. nécessaire] et que le zoroastrisme conserverait. Il semble que la culture bactro-margienne ait plutôt été indo-aryenne. Elle contenait également un « substrat » culturel non indo-européen difficile à cerner, comme le prouve le fait même de construire des temples : les vrais Indo-iraniens ont longtemps préféré les sanctuaires en plein air[réf. nécessaire].

### Le zervanisme
Les fondements de cette école sont contenus dans l'enseignement de Zarathoustra lui-même, puisqu'il affirme que le Bon et le Mauvais Esprit sont jumeaux. Les Achéménides se sont posé la question[réf. nécessaire] de savoir qui était leur père. Certains pensaient que c'était l'Espace (Thwasha en avestique), d'autres que c'était le Temps (Zurvan). La seconde opinion s'est imposée et les Sassanides l'ont adoptée dès le début de leur dynastie.
Néanmoins, le zervanisme est davantage un hypothétique mouvement religieux qui doit son nom moderne au personnage mythique appelé Zurvan qu'un phénomène bien avéré. Il serait apparu en Perse achéménide et aurait préexisté au zoroastrisme qu'il aurait influencé, notamment dans son dualisme.
Si cette option historiographique a été développée à partir des travaux de Friedrich Spiegel au XIXe siècle jusque dans la seconde moitié du XXe siècle, elle est largement remise en question au tournant du XXIe siècle par la fragilité de sa construction et l'absence totale de sources zoroastriennes à son sujet qui ne font aucune allusion à Zurvan, attesté seulement par des sources plus tardives, arméniennes, syriaques, grecques et arabes.

### Le zoroastrisme à l'époque achéménide
La Perse antique, sous la dynastie des Achéménides, n'était plus purement mazdéenne : elle vénérait autant Mithra qu'Ahura Mazdā[réf. nécessaire]. Les Grecs considéraient ce dernier comme équivalent à Zeus, leur dieu céleste. Hérodote a consacré plusieurs chapitres aux mœurs et rituels de ce peuple. Selon lui, la coutume des Perses « est de monter sur les plus hautes montagnes pour offrir des sacrifices à Zeus, dont ils donnent le nom à toute l'étendue du ciel ». Quant à Mithra, il aurait la fonction d'Uranie, déesse céleste.
Cyrus le Grand et la plupart des souverains de la Perse antique ont évité d'imposer leur religion et ont laissé aux peuples conquis le libre choix de leur foi, un engagement qu'ils ont respecté.
Les historiens estiment que le zoroastrisme a eu une influence notable sur le judaïsme lorsque, au VIe siècle av. J.-C., les Perses prirent Babylone où avait été déportée une forte population d'Hébreux. Les Perses, qui leur rendirent la liberté, bénéficient d'ailleurs d'une image positive dans les textes bibliques (à la différence de Babylone).
Alexandre le Grand, après la défaite des Achéménides, ordonna d'incendier les bibliothèques de la Perse, notamment celle de Persépolis. Cependant, désirant faire profiter les Grecs de la science et de la philosophie des Iraniens, il ordonna de traduire, avant de les détruire, un nombre important de traités ; ceux-ci, au moins, ont pu entrer dans les fondements de la science et de la philosophie occidentale.
Polybe, l'auteur grec du IIe siècle avant notre ère, fait alors éférence aux Perse de culture zoroastrienne. Les relations entre le Daquin (Empire romain) et le pays des Sères (empire chinois) profitent du commerce de la soie, principal objet d'échanges, qui parcours la route de la soie à travers une région imprégnée de zoroastrisme.
Les ouvrages chinois indiquent plusieurs « temples du dieu céleste du feu ». La prohibition de l’an 845 mit pratiquement fin à l’existence du zoroastrisme sur une grande partie du Pays du Milieu sauf chez les Ouïghours isolés dans leurs montagnes.
Le dieu Mithra a évolué de manière divergente chez les peuples iraniens et indiens. Dans la réforme zoroastrienne, Mithra a annexé une partie des fonctions exercées auparavant par des divinités éliminées du panthéon, comme Varuna, voire transformées en « archidémons », comme Indra.
En revanche, pour certains, dont François Cornillot, le Mitra « originel » se serait scindé en trois divinités, Mitra, Aryaman et Varuna chez les Indiens, tandis qu'il aurait gardé son unité chez les Iraniens[réf. nécessaire]. La plupart des spécialistes rejettent cette théorie. Ex-divinité souveraine, il était devenu le « fils » et le premier des « archanges » d'Ahura Mazdā, qui semble avoir été dérivé de Varuna. Éliminé par Zoroastre, le culte de Mithra a été réintroduit secondairement à la suite de l'expédition d'Alexandre[réf. nécessaire].

### Le zoroastrisme sous les Sassanides
La période de gloire du zoroastrisme commence avec l'avènement de la dynastie des Sassanides en Perse (~224) car il devient alors officiellement la religion d'État. Le grand-père d'Ardashēr Ier, fondateur de cette dynastie, avait été préposé au temple de la grande déesse iranienne Anāhitā, dans la ville de Stakhr (non loin de Persépolis). À son fils Shapur Ier, Ardashēr déclare : « Ô mon fils, la religion et l'État sont sœurs. Elles ne peuvent pas survivre l'une sans l'autre. La religion est le contrefort de l'État et l'État est son protecteur. Et ce qui est privé de son support s'écroule et ce qui n'est pas défendu est perdu ».

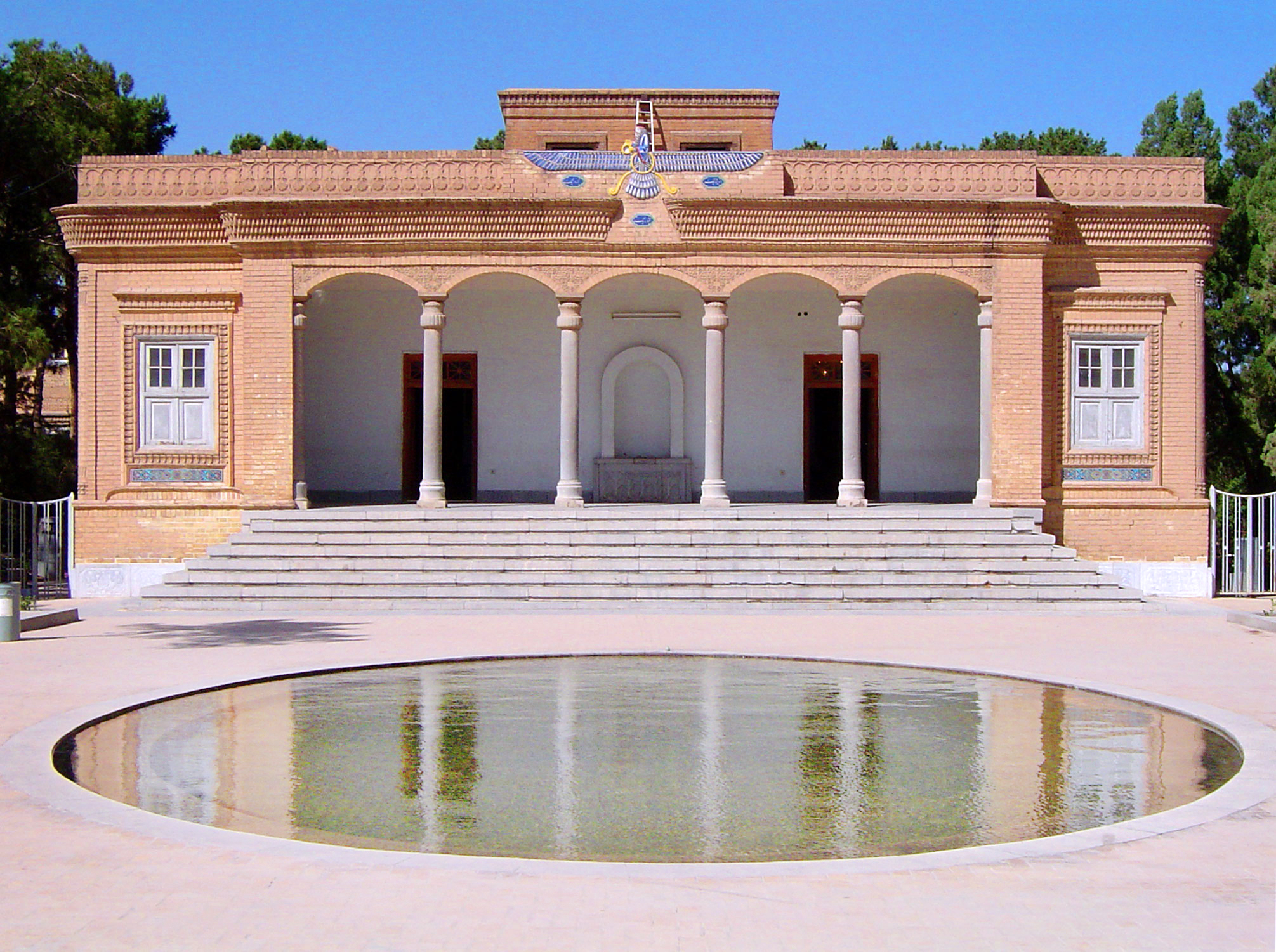
Temple du feu (Ateshkadeh) de Yazd.

Les prêtres de rang supérieur étaient alors appelés des mōbadh. La Perse était divisée en districts ecclésiastiques confiés à des mōbadh. Tous étaient placés sous l'autorité du mōbadhān mōbadh, qui était l'équivalent exact du shahanshah dans le domaine laïc, c'est-à-dire du « roi des rois », l'empereur des Perses. Cette unification fut surtout l'œuvre du mōbadh Kartir, dont la carrière commença sous le règne de Shapur Ier et qui devint mōbadhān mōbadh sous le règne de son successeur. À un rang inférieur se trouvaient les mōgh, terme qui est devenu magus chez les auteurs gréco-latins, puis mage en français, et qui a servi à désigner tous les prêtres iraniens. Les mōghān mōgh étaient des préposés des grands temples.
Certains considèrent que le zoroastrisme joua en Perse un rôle encore plus important que le catholicisme dans l'Europe du Moyen Âge, tant la religion imprégnait toute la vie quotidienne.

### Le zoroastrisme et l’expansion de l’islam
L’arrivée des conquérants arabes à l’époque de l'expansion de l’islam, au milieu du VIIe siècle, a provoqué la défaite des Sassanides, consommée à l'issue de la bataille de Nihavand en 642.
La majorité des Perses se convertirent graduellement à l'islam, devenant majoritairement musulmans au XIe siècle, mais il subsiste encore une communauté zoroastrienne en Iran estimée à environ 35 000 fidèles, bien qu'elle-même affirme être au nombre de 60 000. Elle est essentiellement concentrée dans les villes de Téhéran, Kerman et Yazd. Le mazdéisme résiste aux IXe et Xe siècles. En témoigne la publication de textes apologétiques comme le Denkart et le Škand Gumānīk Vičār.
L’islam considère parfois les zoroastriens comme Gens du Livre, au même titre que les juifs et les chrétiens, puisqu'ils se réfèrent à un livre, l'Avesta. Ils ont le statut de dhimmi. À ce titre, ils sont soumis à un impôt (la jizyah) mais ne sont pas forcés de se convertir. L'assimilation des mazdéens aux Gens du livre (ahl al-kitab) est justifiée par le fait que Mahomet acceptait la jizyah des zoroastriens de Hajar. Trois des califes qui lui ont succédé, Abū Bakr, ‛Umar, et Ālī ont suivi cette tradition. Mais le juriste Al-Chafi distingue les ahl al-kitab des ahl al-dhimma. Il n'inclut pas les zoroastriens dans le premier groupe, de sorte que selon lui un musulman ne peut ni manger leur nourriture, ni épouser une zoroastrienne.
Les zoroastriens ont donc été tolérés, mais leur statut impliquait une infériorité en matière de droits, si bien que beaucoup ont choisi de se convertir à l'islam. En outre, si leur statut était supposé les protéger des persécutions, il impliquait le port d'un signe vestimentaire distinctif qui faisait d'eux une minorité visible et une cible privilégiée lors des périodes de crise.

### Le zoroastrisme duXIesiècleà aujourd’hui
On trouve des zoroastriens dans divers pays limitrophes de l'Iran comme la Turquie, l'Arménie, l'Inde, le Turkménistan, l'Ouzbékistan, l'Afghanistan et le Koweït. La tradition (y compris prézoroastrienne) a une place très grande, et la culture religieuse des zoroastriens de ces pays est plus orale qu'écrite. Le texte de l'Avesta ne diffère pas (ou les variantes sont très peu nombreuses), mais des livres peuvent être supprimés ou ajoutés.
Au XIXe siècle, le travail des missionnaires dans la communauté Parsi en Inde a entrainé chez beaucoup une dévalorisation de leurs croyances et un abandon de cette religion. Il y a eu notamment débat sur le caractère monothéiste ou polythéiste du zoroastrisme. Pour Pablo Vazquez, ce serait une erreur de la classer parmi les religions monothéistes, au moins sur le plan historique, car plusieurs divinités y sont manifestement révérées. Selon Khosro Kazai (Pardis), le zoroastrisme n'est pas une religion à proprement parler mais une éthique philosophique profonde.
Quelque 250 000 zoroastriens pratiquent leur religion dans le monde, essentiellement en Inde (les Pârsî), en Iran et dans les diasporas des États-Unis et de Grande-Bretagne. Le zoroastrisme reste un élément important de la civilisation iranienne et a joué un rôle important dans l'histoire politique et religieuse du Proche-Orient pendant plus d'un millénaire. Par ailleurs, de nombreuses traditions iraniennes ainsi que le calendrier iranien ont des origines zoroastriennes.

## Branches du zoroastrisme et débats actuels

### Modernistes et conservateurs
Au cours de l’histoire les zoroastriens se sont différenciés en deux groupes qui ont évolué séparément : les zoroastriens d’Iran et les Parsis de l'Inde. Il n'y a pas d'organisation centrale du zoroastrisme au plan dogmatique. L'autorité religieuse en ce qui concerne les rites et les textes sacrés est exercée par les mobeds (prêtres) d'Inde et d'Iran qui officient dans ces pays. Tous les mobeds reçoivent leur enseignement dans les mêmes écoles (en Iran pour les Iraniens et convertis du monde entier, en Inde pour les Parsis de la caste des mobeds), et appartiennent au même corps religieux.
Il y a débat entre modernistes et conservateurs sur la nécessité d'adapter ou non les traditions aux réalités modernes. Certains remettent en question la filiation patrilinéaire, qui exclut les femmes qui se marient en dehors de la communauté.
En Iran, des femmes ont été ordonnées prêtresses (mobedyars) en 2010 et 2011 pour la première fois, peut-être, depuis les origines du zoroastrisme, une initiative très appréciée des milieux progressistes, mais dénoncée par les milieux parsis conservateurs.

### Le problème des conversions
Les conversions au zoroastrisme étaient très difficiles jusque dans les années 1980, mais depuis, en raison de l'afflux des Iraniens vers leur religion ancestrale (religion monothéiste comme le christianisme), les prêtres actuels zoroastriens — les mobâds d'Inde, d'Iran et de la diaspora internationale — ont accepté finalement que des conversions se réalisent désormais, avec parfois des changements de noms musulmans en noms purement iraniens, à savoir phalavis, mazdéens, etc.
Beaucoup d'Iraniens zoroastriens (les zartoshti, Iranis) sont issus de conversions récentes venant de l'islam chiite (depuis la fin du XXe siècle), notamment pour des raisons politiques (résistance à l'islam, etc.). Leur lecture de la religion est souvent moderne, car ils rejettent des éléments jugés trop conservateurs, et leurs cérémonies religieuses se limitent parfois au Sudreh Pouchi et au Nowruz. On les appelle les behdins en persan moderne (anciennement vehdin).
Une autre partie de l'ensemble des zoroastriens est celle des convertis d'origine non iranienne, dans la mouvance nouvel âge. Elle connaît des personnalités comme le chanteur suédois Alexander Bard ou Neville Wadia. Le nombre de convertis est grandissant au Brésil, en Scandinavie et en Russie, en concurrence avec le christianisme traditionnel. Les zoroastriens ne faisant pas de prosélytisme et n'étant même pas censés encourager d'autres personnes à entrer dans leur religion, les conversions sont le fait de recherches personnelles[réf. nécessaire]. Comme la présence d'une communauté zoroastrienne améliore l'information de la population, il est normal que la présence de convertis provoque de nouvelles conversions.

### Le restaurationisme
Dans l'optique du « restaurationisme », la religion zoroastrienne telle qu'elle existe aujourd'hui aurait été influencée par les prêtres sassanides d'avant la conquête musulmane, par le paganisme et par les religions abrahamiques (terme forgé à l'époque moderne pour regrouper le judaïsme, le christianisme et l'islam). Le « retour à la source » (d'où le nom de « restaurationisme ») prône l'abandon d'Avesta et la référence aux seuls Gathas. Beaucoup de rites sont refusés et il n'y a pas de prêtres. Cette branche est peu nombreuse par rapport au nombre total de zoroastriens (250 000), mais représente 50 à 70 % des convertis en Amérique du Sud et du Nord qui abjurent le christianisme. Elle est peu présente en Europe, mais beaucoup de zoroastriens sont - selon l'expression anglophone - « gatha-only » c'est-à-dire qu'ils refusent comme sacré tout texte non écrit par Zarathoustra, ce qui signifie qu'ils n'acceptent que les seuls Gathas.

## Influence
La profondeur intellectuelle de son système a exercé une certaine influence sur les doctrines judéo-chrétiennes comme semblent l'indiquer des mentions dans le Manuel de discipline trouvé parmi les manuscrits de la mer Morte. On retrouve des thèmes du zoroastrisme sous une forme semblable dans le judaïsme, le christianisme et l'islam.
L'empereur perse Cyrus le Grand mit fin à l'exil des juifs, en libérant Jérusalem de la domination babylonienne et en autorisant la construction du Second Temple. La plupart des textes judaïques traitant de la vie après la mort appartiennent à la période de domination perse en Israël, ce qui laisse penser à une influence zoroastrienne. Ils ne sont attestés dans les écrits juifs que postérieurement à la captivité de Babylone (597 à 538 av. J.-C.), période pendant laquelle les élites juives, en exil à Babylone, sont entrées en contact avec la Perse et les religions iraniennes et kurdes.
Plusieurs auteurs musulmans, tel Sohrawardi (1155-1191), fondateur du courant des « Ishraqiyoun », ont tenté d'intégrer Zarathoustra à la lignée prophétique abrahamique[réf. nécessaire], notamment par l'interdit qu'il portait sur le prêt usuraire dès l'époque d'Hérodote : « Ils ne trouvent rien de si honteux que de mentir, et, après le mensonge, que de contracter des dettes ; et cela pour plusieurs raisons, mais surtout parce que, disent-ils, celui qui a des dettes ment nécessairement ».
Les zoroastriens souhaitent un changement des mœurs, mais ils travaillent à l'obtenir par la droiture et par des actes justes et bons. De ce fait, le zoroastrisme rejoint tout un pan de la philosophie occidentale : Platon, Voltaire, Nietzsche, mais aussi Plutarque, Pythagore, Aristote, Montaigne, Érasme, Goethe, Hegel, et même Karl Marx. Pythagore aurait reçu à Babylone l'enseignement de Zoroastre. Platon, dans le Premier Alcibiade, attribue la paternité de la science des mages à un certain « Zoroastre d'Ahura Mazdâ ».

## Démographie
Le zoroastrisme compte aujourd’hui quelque 200 000 adeptes, répartis essentiellement entre l’Inde, l’Iran et le Kurdistan, ainsi que dans les diasporas installées aux États-Unis, en Grande-Bretagne, au Canada et en Australie.

### Répartition géographique

#### Azerbaïdjan

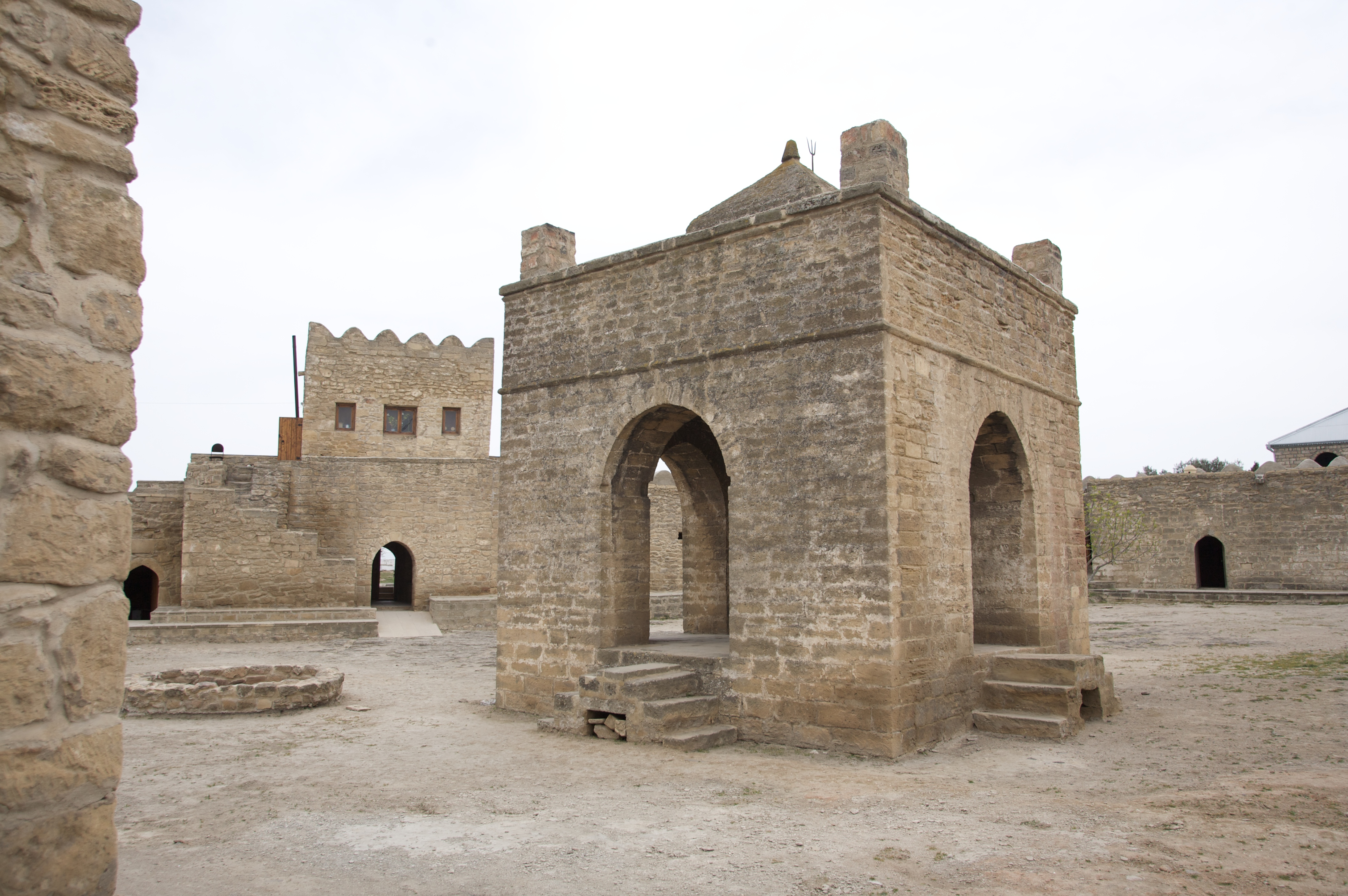
Temple du feu de l'Atechgah à Bakou, Azerbaïdjan.

Le zoroastrisme en Azerbaïdjan remonte au Ier millénaire av. J.-C. C'était la religion prédominante du Grand Iran, dont l'Azerbaïdjan faisait partie, avant la conversion à l'islam au VIIe siècle. Avec les autres territoires de l’Empire perse, l’Azerbaïdjan est resté un État à prédominance zoroastrienne jusqu’à l’invasion arabe du VIIe siècle. Le nom Azerbaïdjan signifie la Terre du feu éternel en moyen-persan, un nom qui aurait un lien direct avec le zoroastrisme.
Aujourd'hui, la religion, la culture et les traditions du zoroastrisme restent très respectées en Azerbaïdjan, et la nouvelle année de Norouz, festival d'origine zoroastrienne, continue d'être la principale fête et un jour férié dans le pays. Le zoroastrisme a laissé une marque profonde dans l'histoire de l'Azerbaïdjan. Des traces de la religion sont encore visibles à Bakou, en particulier le temple d'Atechgah, un temple des adorateurs du feu dans le district de Surakhany, le village de Khinalug et le Yanar Dag, où un feu brûle en permanence sur une colline, en raison d'une fuite de gaz naturel. En 2010, il y avait 5 000 Zoroastriens en Azerbaïdjan, répartis surtout dans la région de Bakou, et près de la frontière iranienne.
Le zoroastrisme en Azerbaïdjan n'a pas été lié à la survie de l'ancienne religion dans la région, mais à l'arrivée plus récente des zoroastriens perses venant de l'Inde britannique, tels que le Sind et la ville Pendjab de Multan au moment de la découverte du pétrole à Bakou et du besoin de main-d'œuvre experte dans les années 1880. Le temple du feu de Bakou a été construit pour être utilisé sur le site d'un ancien temple du feu utilisant le gaz et le pétrole naturellement brûlants sur le sol.

#### Inde

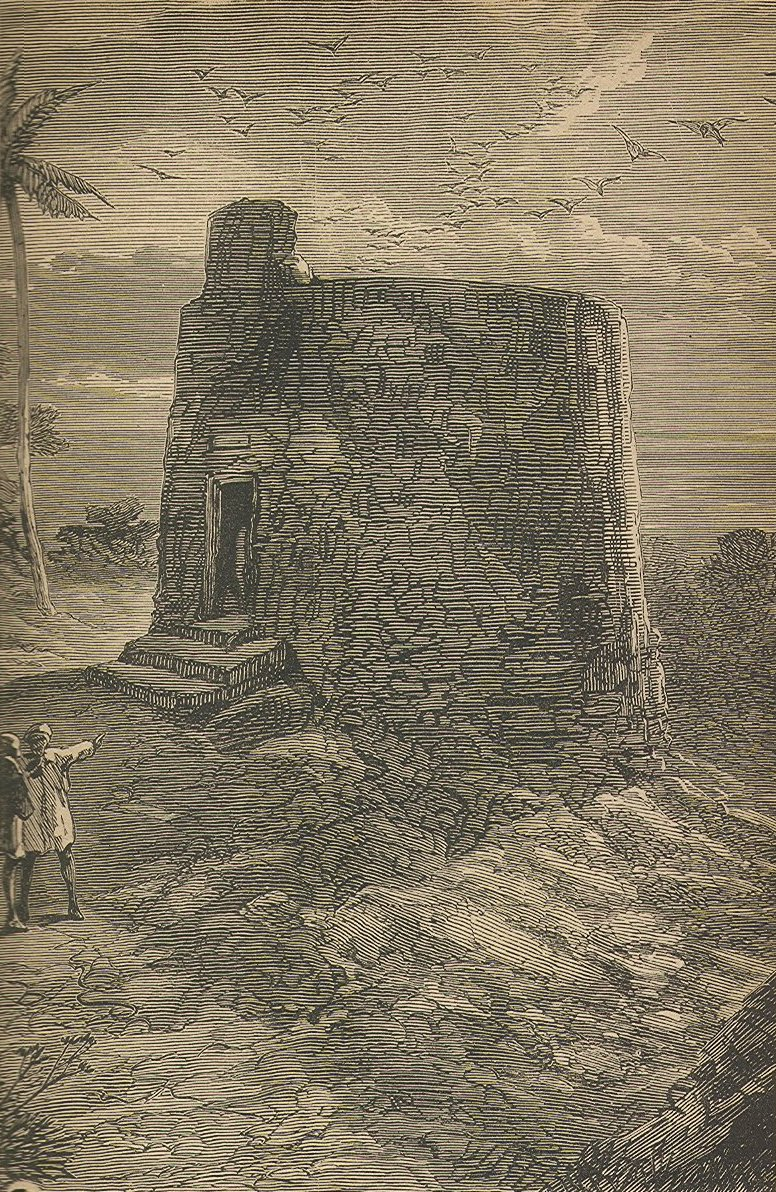
La Tour du silence à Bombay.

À la suite de la conquête de la Perse par les Arabes, de nombreux pratiquants allèrent s'installer dans le Nord de l'Inde actuelle, notamment à Bombay, à Surate et à Baroda, où ils sont connus sous le nom de Pârsîs. Ce terme est une traduction, en perse, du mot Persan. Aujourd'hui, les deux tiers de la communauté se trouvent à Bombay et appartiennent à la classe des commerçants.

#### Iran
Les Arabes entreprirent la conquête de la Perse à partir de 636. La dynastie sassanide s'effondra en 651 à la mort de son dernier souverain, Yazdgard III. Les Perses abandonnèrent le culte zoroastrien au profit de l'islam qui progressivement atteignit tout le pays en quatre siècles ; seules Yazd et Kerman, au centre du plateau iranien, demeurèrent des fiefs de leur ancienne religion. Les Arabes appelèrent ces zoroastriens des Gaur « Infidèles », terme qui est devenu Guèbres en France. Aujourd'hui, il en resterait environ trente mille, dont six mille à Yazd.

#### Kurdistan
Le zoroastrisme connaît aujourd’hui un renouveau au Kurdistan irakien, en réaction aux atrocités de Daech. En 2015, Mariwan Naqshbandi, porte-parole du ministère du Kurdistan irakien des Affaires religieuses, a annoncé que les zoroastriens avaient demandé la réouverture et la construction de lieux de culte, une reconnaissance officielle et un représentant au ministère.

#### Pakistan
Une petite communauté zoroastrienne se trouve également au Pakistan. Ils vivent pratiquement tous à Karachi. Ils seraient 25 000 représentants en 2018, dont environ 15 000 à Karachi, le reste étant présent dans le reste du Sindh, et au Baloutchistan, vers la frontière Iranienne.

## Culture

### Peinture et sculpture
Dans L'école d'Athènes (1508), Raphaël est représenté auprès de Zoroastre tenant une sphère céleste en conversation avec Ptolémée.

### Musique
- Ainsi parlait Zarathoustra est un poème symphonique composé par Richard Strauss à partir du livre de Nietzsche, Ainsi parlait Zarathoustra (1883).
- Album : Gathas, songs my father taught me par Ariana Vafadari.
- Le chanteur du groupe rock britannique Queen, Freddie Mercury, est né dans une famille zoroastrienne.
- Le personnage de Sarastro incarne la morale et le bien dans l'opéra de Mozart, La Flûte enchantée. Il est directement inspiré de Zarathoustra et en lien avec la franc-maçonnerie qui imprègne l'œuvre.
- Dans le lore de Twenty One Pilots, la ville de Dema dans la vallée de Trench contient plusieurs Tour du silence.

### Cinéma
- Une scène du film Queen of the Desert (2015) de Werner Herzog figure une visite d'une tombe Zoroastre.

### Jeux vidéo
- Dans la série Final Fantasy, l'Angra Mainyu est une créature démoniaque volante à œil unique à qui est attribué le pouvoir de pétrifier, paralyser et séduire le cœur humain.
- Dans la série Sid Meyer's Civilization, les opus V et VI intègrent un système de religions dans lequel on peut choisir le Zoroastrisme.
- Le jeu mobile Fate/Grand Order permet d'invoquer Angra Mainyu en tant que Servant jouable par le joueur. Angra Mainyu est la seule invocation à n'avoir aucune rareté.
- Dans le jeu Total War: Attila, il est possible de jouer l'Empire sassanide qui est de religion zoroastrienne.
- Dans le jeu Prince of Persia : The Lost Crown, on retrouve une représentation simplifiée de certaines coutumes religieuses, comme le rôle important des prêtres ou la tour du silence. Il est a noté que ce jeu bénéficie d'une bande originale en perse[réf. nécessaire].